# Heliotrygon
Heliotrygon is een geslacht van Chondrichthyes (kraakbeenvissen) uit de familie van de zoetwaterroggen (Potamotrygonidae).

## Soorten
- Heliotrygon gomesi de Carvalho & Lovejoy, 2011
- Heliotrygon rosai de Carvalho & Lovejoy, 2011